# Chorivalva bisaccula
Chorivalva bisaccula är en fjärilsart som beskrevs av Mikhail M. Omelko 1988. Chorivalva bisaccula ingår i släktet Chorivalva och familjen stävmalar. Inga underarter finns listade i Catalogue of Life.